# 志貴野中学校前停留場
志貴野中学校前停留場（しきのちゅうがっこうまえていりゅうじょう）は、富山県高岡市あわら町・広小路にある万葉線の停留場。
高岡市役所の最寄り駅であり、高岡市役所前という副駅名がある。

## 歴史
- 1948年（昭和23年）4月10日：富山地方鉄道の地鉄高岡（現・高岡駅） - 伏木港間の開業により中間駅として開設。
- 1959年（昭和34年）4月1日：事業譲渡により、加越能鉄道の駅となる。
- 2002年（平成14年）4月1日：事業譲渡により、万葉線の駅となる。
- 2005年（平成17年）11月1日：副駅名が付けられる。
- 2017年（平成29年）9月3日：下り線の電停にドラえもんの装飾を施し、「ドラえもん電停」となる[2][3]。
- 2018年（平成30年）3月13日：上り線の電停が「ドラえもん電停」となる。

## 停留場構造
千鳥式ホーム2面2線の地上駅。交差点を挟み、北側に高岡駅方面、南側に越ノ潟方面ののりばがある。上屋およびスロープが設置され、バリアフリー化されている。

### ドラえもん電停
当停留場は上下線ともドラえもんの装飾が施されているが、下り線の停留場は、ドラえもんの誕生日である2017年（平成29年）9月3日より「ドラえもん電停」として整備された。
高岡市立美術館内にある高岡市出身である藤子・F・不二雄の「藤子・F・不二雄ギャラリー」へ徒歩約10分の最寄り駅であるため、下り方面の停留場の外（道路）側にはドラえもんの「どこでもドア」と、ドラえもんをはじめとしたキャラクターを、内（ホーム）側はキャラクターと「ひみつ道具」をラッピング装飾し、ギャラリーへの最寄り駅であることをアピールするとともに、ギャラリーへ向かうアクセス道にもペイントを施しアクセスの向上をはかることとなった。なお、ラッピングサイズは内外ともに横8メートル、縦1.2メートルである。
上り線も翌2018年（平成30年）3月13日より、ドラえもん電停として整備された。外（道路）側は下り線の停留場と同じデザイン、内（ホーム）側は万葉線の制服姿のドラえもんとなっている。

## 停留場周辺
- 高岡市立志貴野中学校
- 高岡市役所
- 高岡市立美術館
- 高岡市消防本部高岡消防署
- 北陸電力高岡支社

## 隣の停留場
万葉線
■万葉線（高岡軌道線）
広小路停留場 - 志貴野中学校前停留場 - 市民病院前停留場